# KDE Education Project
Das KDE Education Project (KDE-Bildungsprojekt) stellt freie Software für den Bildungs- und Erziehungssektor bereit. Das Spektrum der Anwendungen reicht von spielerischen Lernprogrammen bis zu ausgebauten Wissenschaftsprogrammen. Diese umfassen Themenbereiche wie Astronomie, Chemie, Geographie, Mathematik und Linguistik. Das Projekt setzt auf die Desktop-Umgebung KDE. Die Programme laufen auf allen gängigen Betriebssystemen, wie z. B. Linux, macOS und MS Windows.

## Software

### Sprachen
- Kanagram – ein Anagramm-Spiel

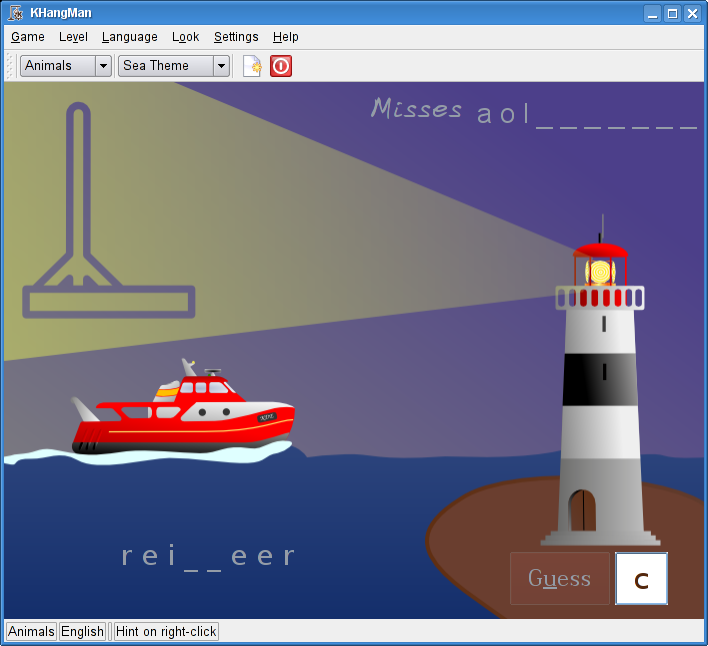
KHangMan mit englischen Vokabeln

- KHangMan – klassisches Galgenmännchen-Spiel
- Kiten – Japanisches Lernprogramm
- KLettres – Hilft beim Erlernen des Alphabetes und anschließend beim Lesen einiger Silben in unterschiedlichen Sprachen
- KVerbos – ein speziell zur Erlernung der Konjugation spanischer Verben konzipiertes Programm
- KWordQuiz – ein Karteikarten- und Vokabellernprogramm
- Parley – ein Vokabeltrainer nach dem Karteikarten-Lernprinzip

### Mathematik und Informatik

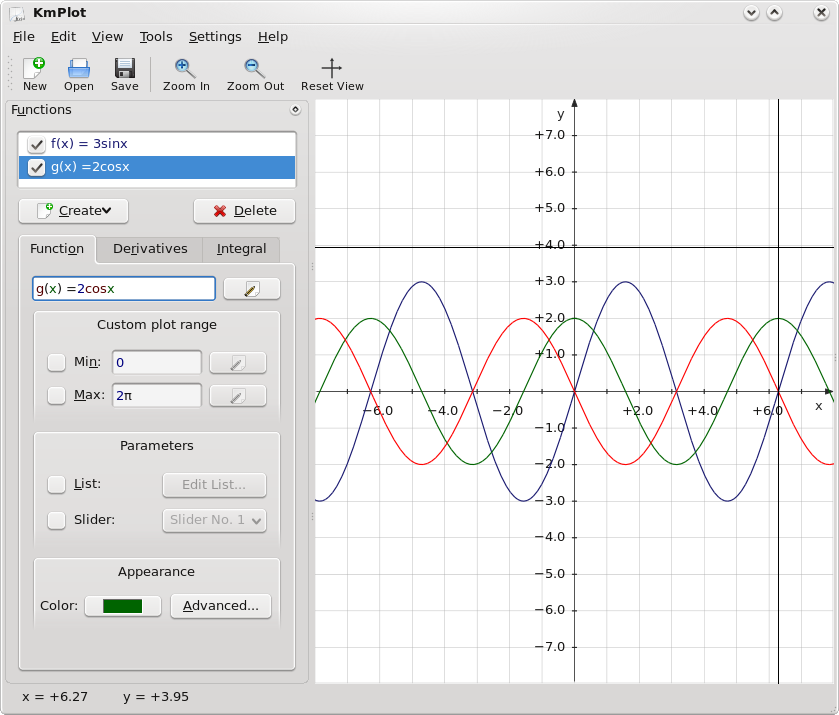
KmPlot unter KDE 4

- KBruch – stellt Aufgaben zu Brüchen
- Kig – einfaches interaktives geometrisches Zeichenprogramm (IGS)
- KmPlot – einfacher mathematischer Funktionsplotter
- KPercentage – kleines Hilfsprogramm um die Fähigkeit, mit Prozentzahlen umzugehen, zu verbessern
- KAlgebra – ein Taschenrechner auf Basis der MathML-Auszeichnungssprache
- KTurtle – Erzieherische Programmierumgebung mit Schildkrötenbildern

### Naturwissenschaften

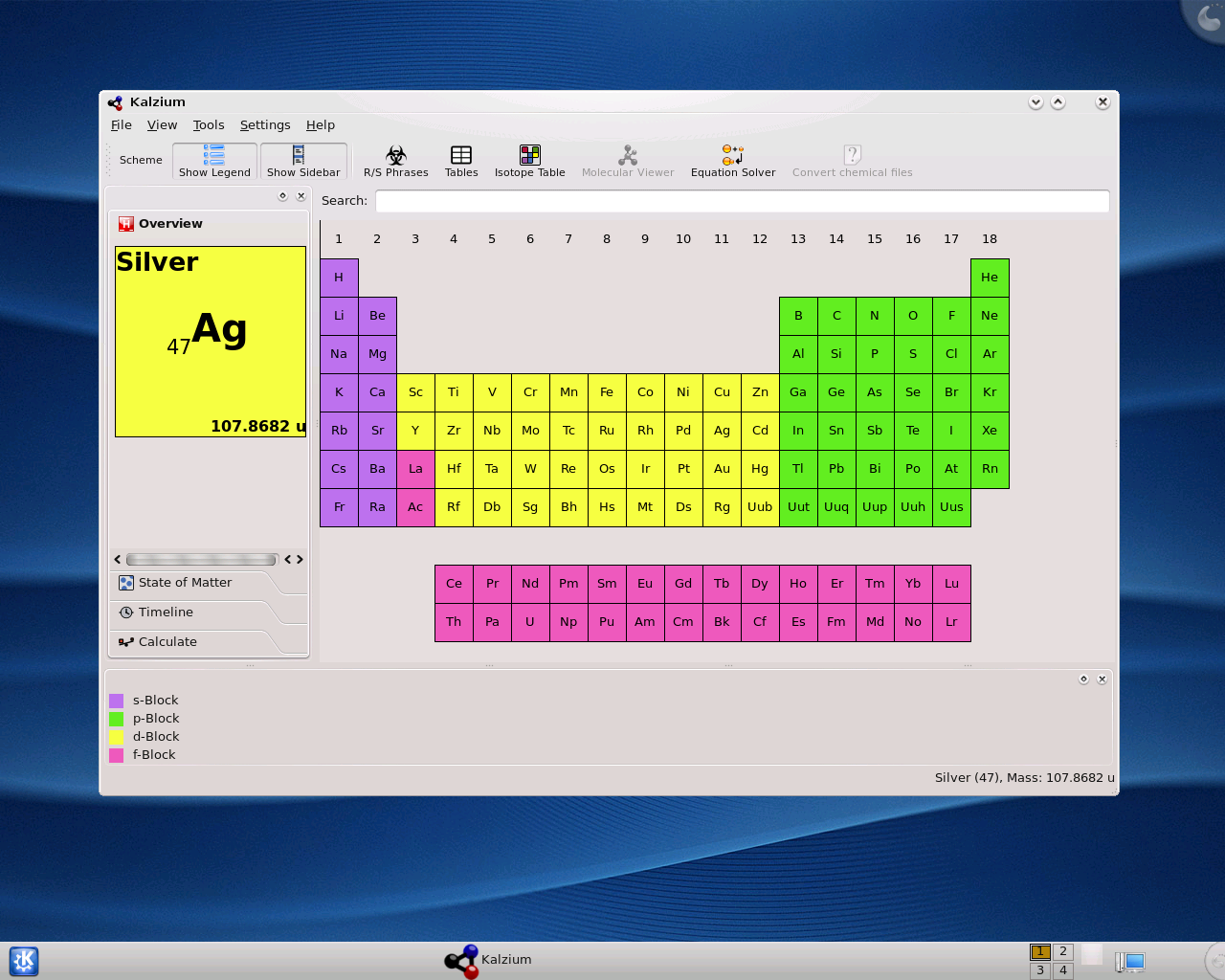
Kalzium unter KDE 4

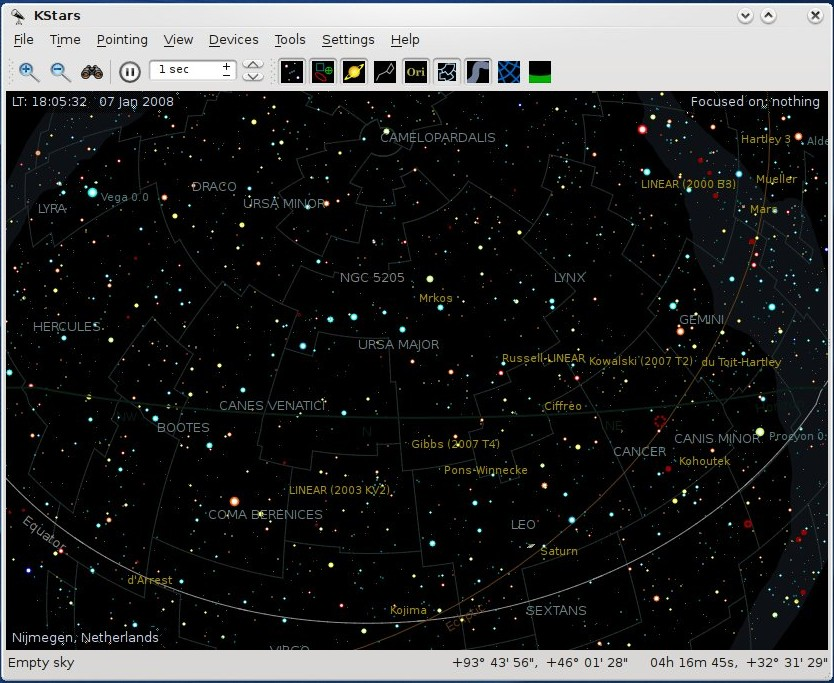
KStars unter KDE 4

- Kalzium – zeigt das Periodensystem sowie Informationen zu jedem Element an
- KStars – ein virtuelles Planetarium
- Marble – virtueller Globus zum Anzeigen geographischer Karten
- Step (Software) – ein interaktiver Physiksimulator
- LabPlot – ein Programm zur Datenauswertung und -darstellung

### Spielereien

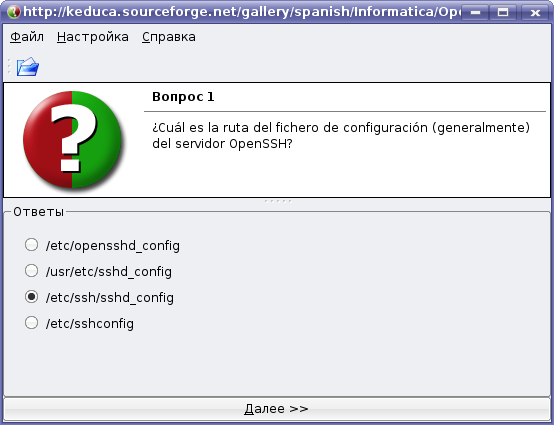
KEduca unter KDE 3

- blinKen – eine Computerversion des Spieles "Simon says (Spiel)"
- KGeography – ein Geografie-Lernprogramm
- KTouch – Schreibtrainer zur Erlernung des Zehnfingersystems
- KEduca – Programm zum Erstellen und Durchführen von Tests und Arbeiten

### Software in Entwicklung
Bereits in das Projekt aufgenommen, aber noch nicht fertiggestellt sind folgende Programme:
- eqchem – Programm zum Ausgleichen von chemischen Gleichungen
- Kard – ein Memory-Spiel für Kinder zum Gegeneinander-Spielen
- KMathTool – eine Sammlung von mathematischen Funktionen, z. B. zur Primfaktorzerlegung